# فيكتوريانو سوسا
فيكتوريانو سوسا (بالإنجليزية: Victoriano Sosa)‏ (مواليد 17 أبريل 1974) هو ملاكم دومينيكي، مثّل بلاده في الألعاب الأولمبية الصيفية 1992.

## روابط خارجية
فيكتوريانو سوسا على موقع بوكس ريك (الإنجليزية) (registration required)
- فيكتوريانو سوسا على موقع أوليمبيديا (الإنجليزية)